# Escudo de Iborra

Representación del escudo de armas municipal de Iborra.

El escudo de armas de Iborra es un símbolo del municipio español de Iborra (oficialmente Ivorra) y se describe, según la terminología precisa de la heráldica, por el siguiente blasón:

«Escudo en losange de ángulos rectos: de azur, dos torres de plata cerradas de sable. Al timbre, una corona mural de pueblo.»

## Diseño
La composición del escudo está formada sobre un fondo en forma de cuadrado apoyado sobre una de sus aristas, llamado escudo de ciudad o escudo embaldosado, según la configuración difundida en Cataluña al haber sido adoptada por la administración en sus especificaciones para el diseño oficial, de color azul intenso (azur), con una carga principal formada por una representación heráldica de dos torres, colocadas una al lado de la otra, con sus almenas y de color gris claro (argén o plata) con las puertas y ventanas de color negro (cerradas de sable). 
El escudo está acompañado en la parte superior de un timbre en forma de corona mural, que es la adoptada por la Generalidad de Cataluña para timbrar genéricamente a los escudos de los municipios. En este caso, se trata de una corona mural de pueblo, que básicamente es un lienzo de muralla amarillo (oro) con puertas y ventanas en negro (cerrado de sable), con cuatro torres almenadas, tres de ellas vistas.

## Historia
Este blasón fue aprobado el 4 de julio de 2006 y publicado en el DOGC nº 4.695 de 10 de agosto del mismo año.